# Oksytania (kraina historyczna)

Oksytania

Flaga Oksytanii

Wersja z gwiazdą

Oksytania – region w Europie Południowej, w którym używa się języka oksytańskiego. Zamieszkiwany jest przez Oksytańczyków. Od 1 stycznia 2016 istnieje także region administracyjny Francji (Oksytania), jednak obejmuje on mniejszy obszar.
Historyczna Oksytania obejmuje następujące regiony Europy Południowej:
- Francja (południowa część Francji):
  - Prowansja,
  - Drôme-Vivarais,
  - Owernia,
  - Limousin,
  - Akwitania,
  - Gaskonia,
  - Langwedocja.
- Włochy:
  - Valadas Occitanas
- Hiszpania:
  - Val d’Aran
- Monako